# Улитина Новинка
Ули́тина Нови́нка (карел. Ulitinannovinka) — деревня в Кондопожском районе Республики Карелия Российской Федерации. Административный центр Новинского сельского поселения.

## География
Деревня находится к юго-западу от озера Вашозеро, на расстоянии 13 км (по автодорогам) к юго-востоку от города Кондопога, административного центра района.

## История
Численность населения в 1905 году составляла 274 человека. В 2006 году построен храм во имя святителя Николая Чудотворца.

## Население
| 2002 | 2009 | 2010 | 2013 |
| ---- | ---- | ---- | ---- |
| 202  | ↘192 | ↘154 | ↘133 |

## Улицы
- ул. Заречная,
- ул. Новинская.

## Инфраструктура
В деревне действуют начальная школа, детский сад, фельдшерский пункт, клуб, животноводческий комплекс.

## Достопримечательности
Близ деревни находится геологический памятник — ледниковый габбродиабазовый валун высотой 3,5 м.

## Галерея

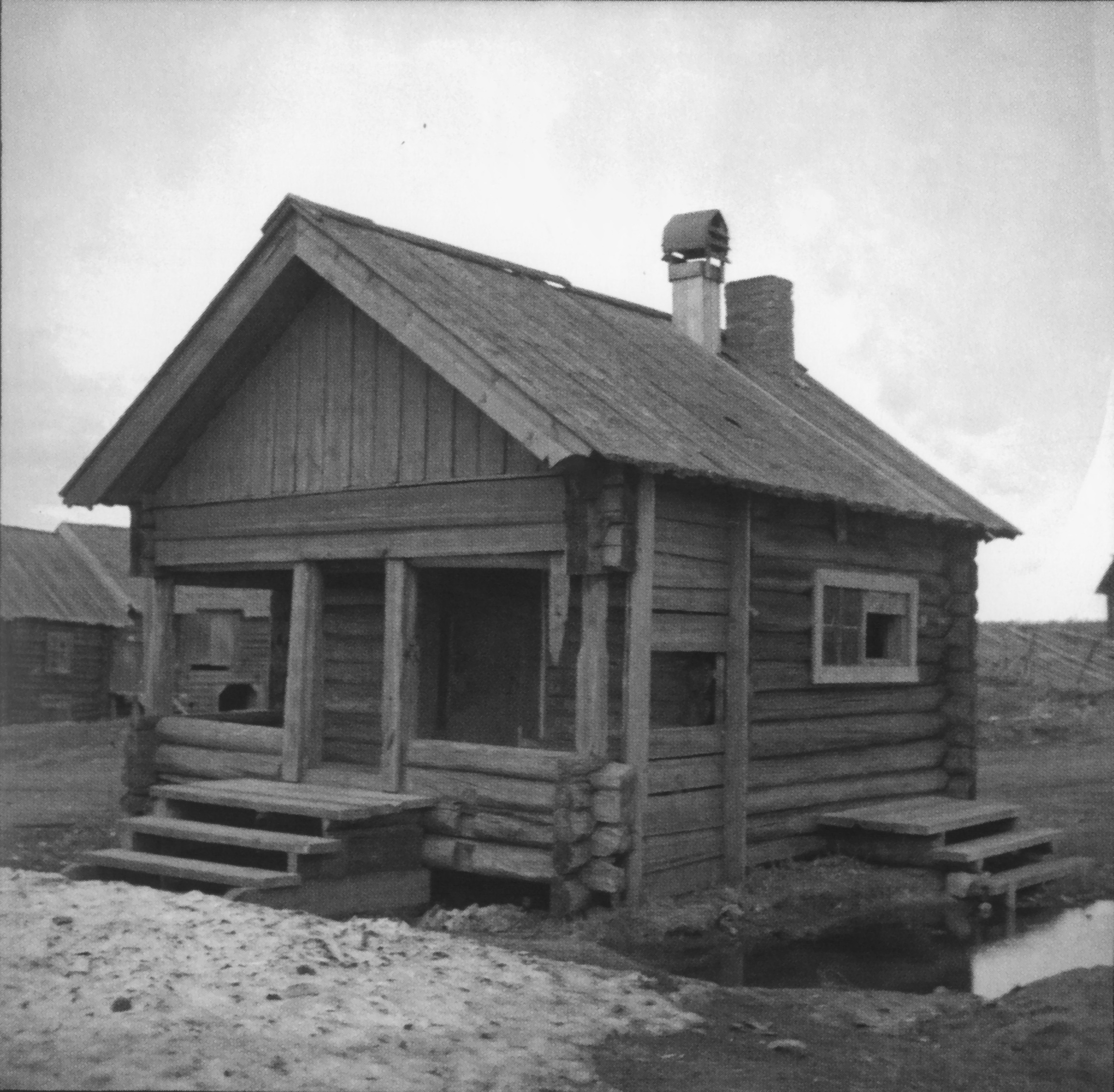
Утраченная часовня Святителя Николая в 1943 году
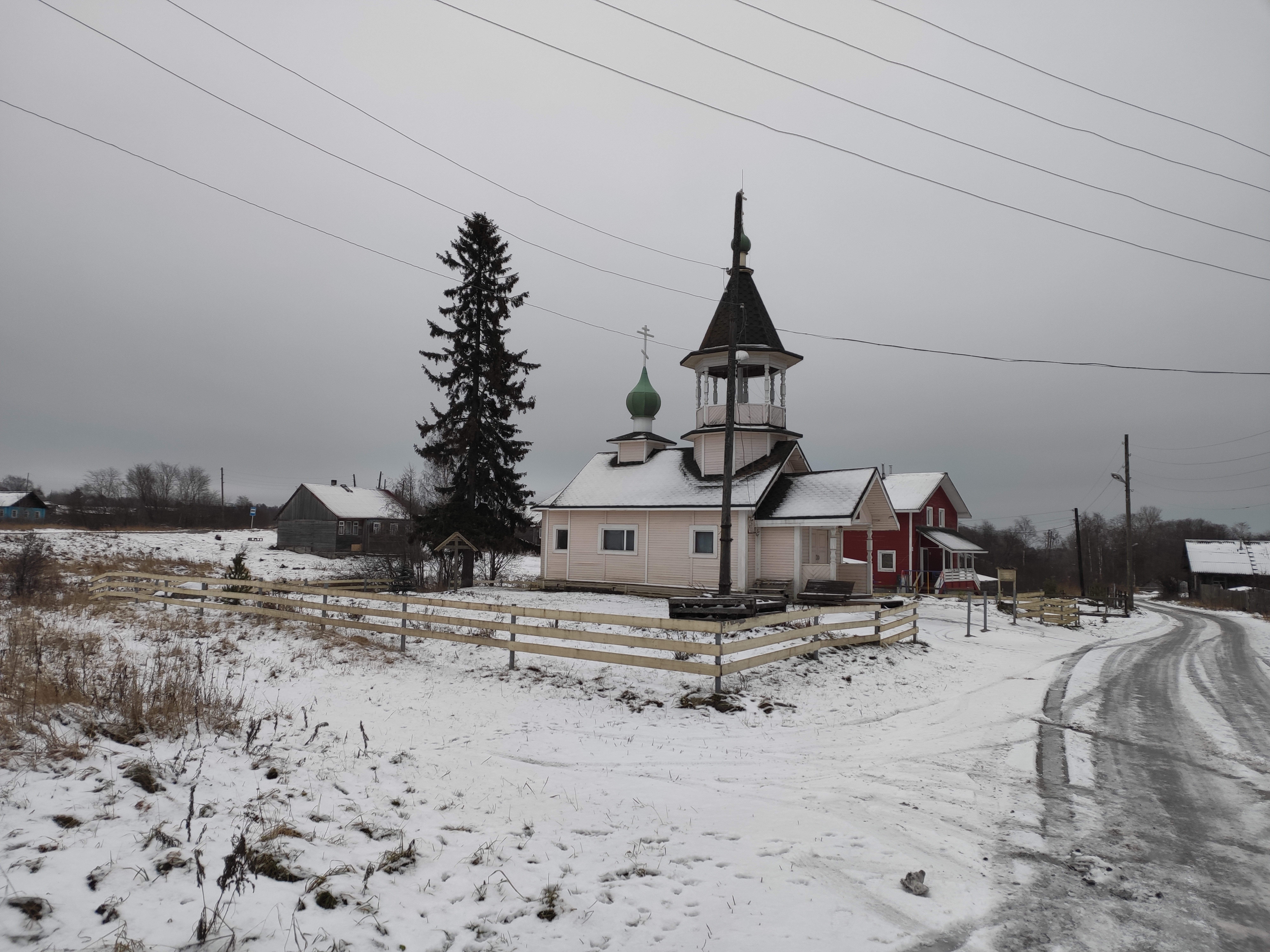
Никольская церковь
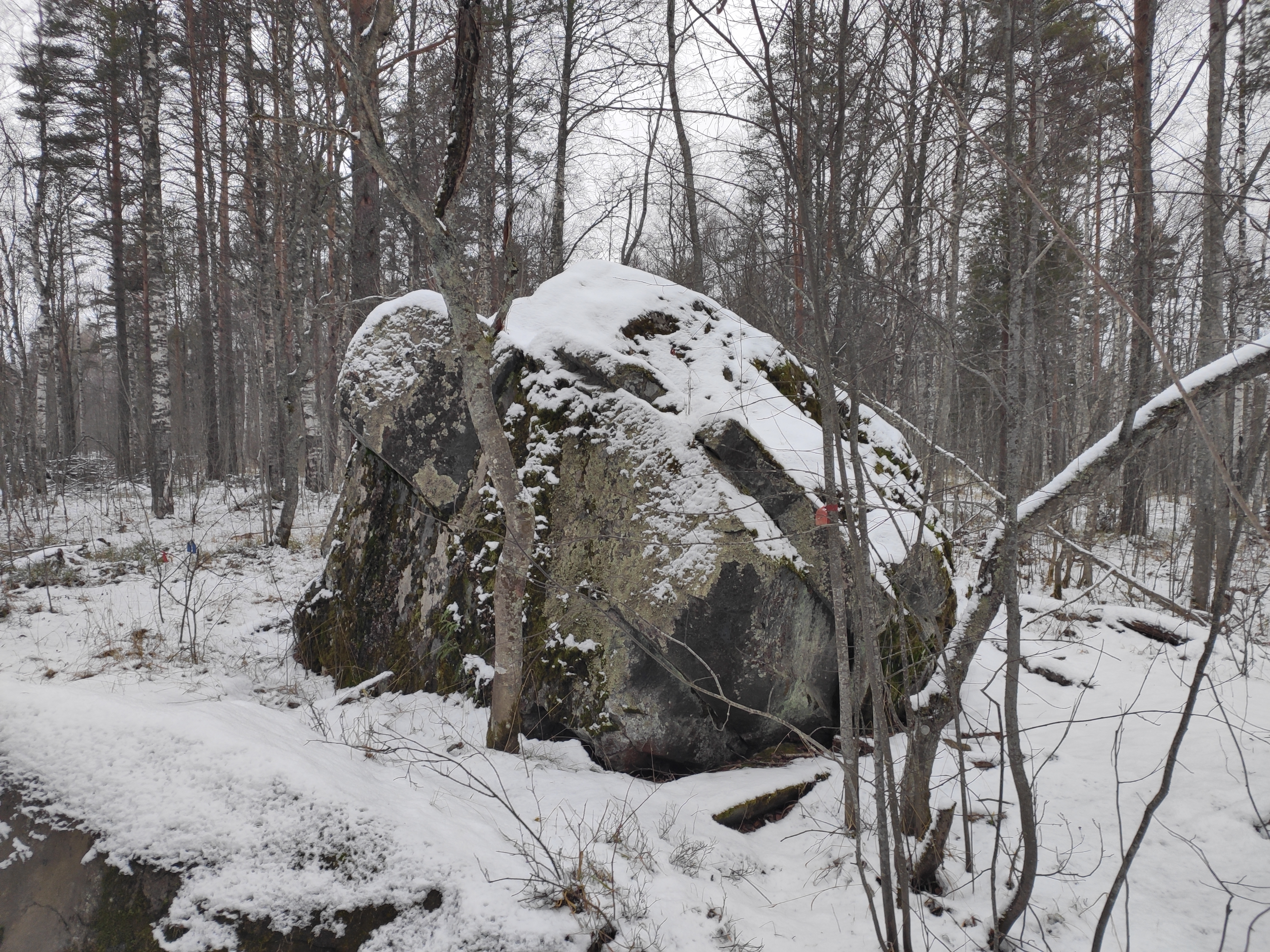
Новинский камень
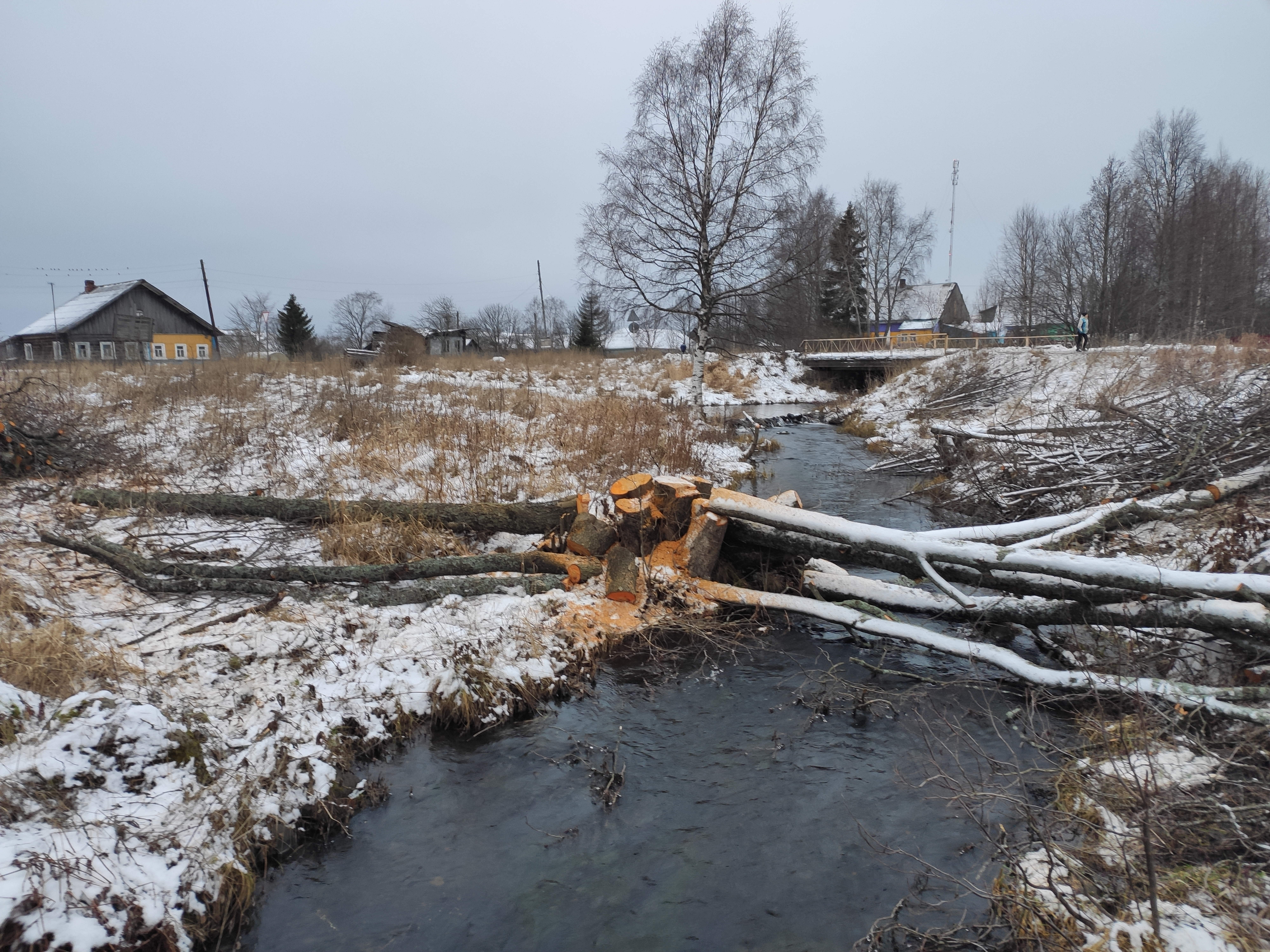
Ручей Торп